# باشگاه ورزشی پورتوگیزا
باشگاه ورزشی پورتوگیزا (انگلیسی: Associação Portuguesa de Desportos) معمولاً به عنوان پورتوگیزا شناخته می‌شود، یک باشگاه فوتبال حرفه‌ای برزیلی مستقر در ناحیه پاری، ایالت سائوپائولو است که در کمپئوناتو پائولیستا سری آ۲، رده دوم لیگ فوتبال ایالتی سائوپائولو، رقابت می‌کند. این بخشی از یک باشگاه ورزشی است که در ۱۴ اوت ۱۹۲۰ توسط جمعیت پرتغالی شهر تأسیس شد.

## تاریخچه
در ۱۴ اوت ۱۹۲۰، پنج باشگاه پائولیستا به نمایندگی از جامعه پرتغالی سائوپائولو گرد هم آمدند و باشگاه ورزشی پورتوگیزا را تأسیس کردند. آنها رنگ‌های پرتغال را انتخاب کردند: سبز و قرمز.
این باشگاه در سال ۱۹۲۰ با کالج مکنزی ادغام شد و سپس به مکنزی-پورتوگیزا تغییر نام داد.

## هماوردها
پورتوگیزا در طول مدت حضورش در سری آ برزیل و مسابقات قهرمانی ایالتی، با باشگاه فوتبال کورینتیانس، پالمیراس، سائوپائولو، اوبیس و اتلتیکو یوونتوس هماوردی داشته‌است.

## ورزشگاه

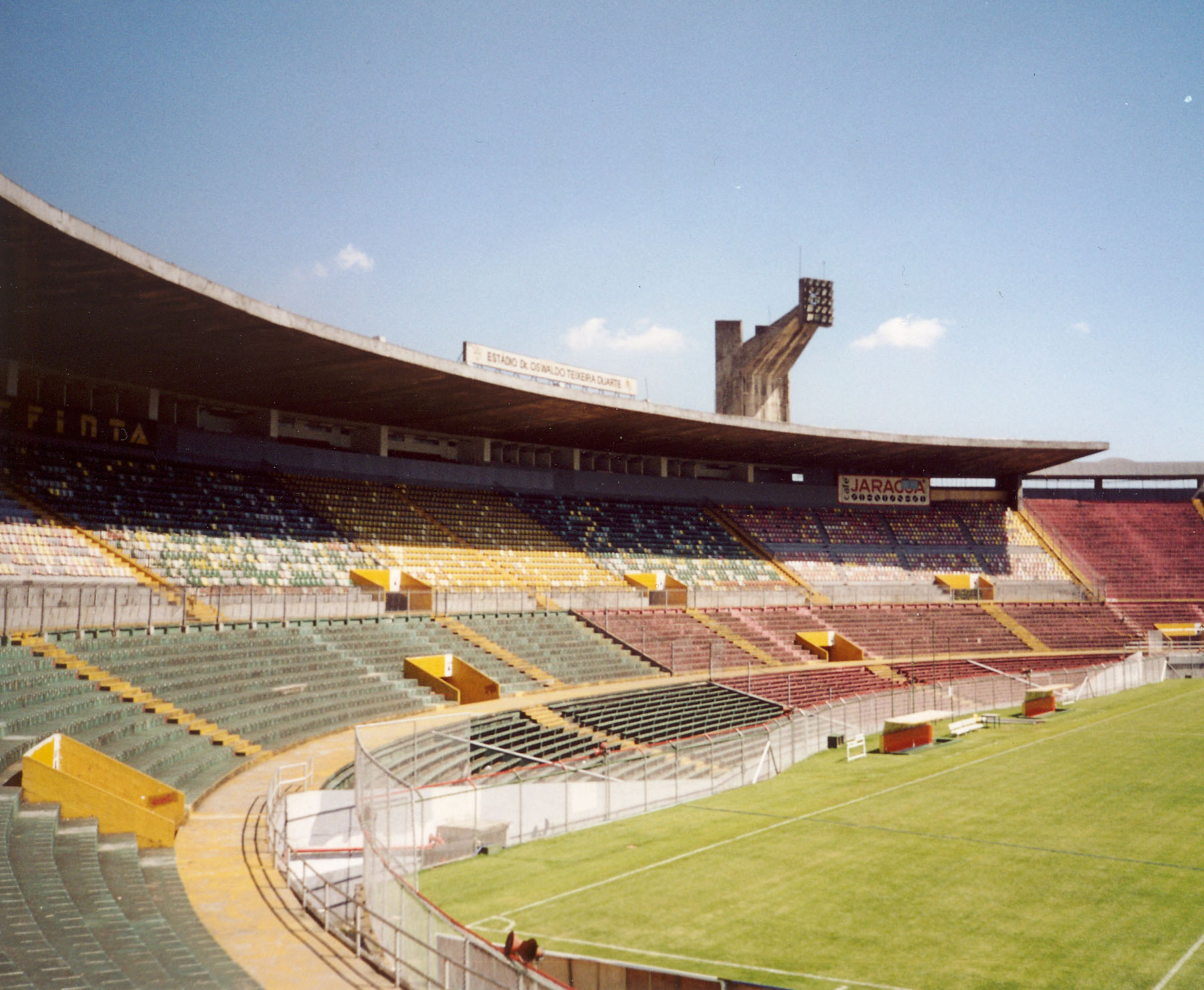
نمایی از ورزشگاه خانگی پورتوگیزا

استادیوم پورتوگیزا، استادیو دو کانینده است که در سال ۱۹۵۵ ساخته‌شد و حداکثر ظرفیت آن ۲۷۵۰۰ نفر است. طبق قوانین ایمنی فعلی فیفا، حداکثر ظرفیت ۲۵۴۷۰ نفر می‌تواند باشد.